# 4241 Паппалардо
4241 Паппалардо (4241 Pappalardo) — астероїд головного поясу, відкритий 2 березня 1981 року.
Тіссеранів параметр щодо Юпітера — 3,266.